# Erodium sanguis-christi
Erodium sanguis-christi là một loài thực vật có hoa trong họ Mỏ hạc. Loài này được Sennen mô tả khoa học đầu tiên năm 1923.